# Крейнин, Мирон Наумович
Мирон Наумович (Меер Менахимович) Крейнин (англ. Dr. Myron Kreinin; 1866, Быхов — 1939, Иерусалим) — юрист, российский общественный деятель, идишист.
Родился в Быхове в 1866 году.
Окончил Ларинскую гимназию (1886) и юридический факультет Императорского Санкт-Петербургского университета.
Жил в Санкт-Петербурге. Сооснователь Фолкспартей (еврейской народной партии, 1906) Участвовал в работе ряда еврейских общественных и политических организаций. С 1918 года избран заместителем председателя Совета еврейских общин в России. С 1921 года — в эмиграции. Жил в Берлине, затем в Париже. С 1925 года избран президентом Объединённого комитета еврейской эмиграции (United Jewish Emigration Committees of Europe — Emigdirekt). С 1934 года проживал в Эрец-Исраэль.

## Книги
- די אײַנװאַנדערונגס-מעגליכקײטן קײן דרום-אַמעריקע און די דאָרטיקע ייִדישע ייִשובֿים: אַרגענטינע, בראַזיליע, אורוגװײַ (Меер Крейнин — возможности оседлости в Южной Америке и местные еврейские поселения: Аргентина, Бразилия, Уругвай; идиш). Берлин: HIAS-emigdirekt, 1928[6].